# Submarino de ataque

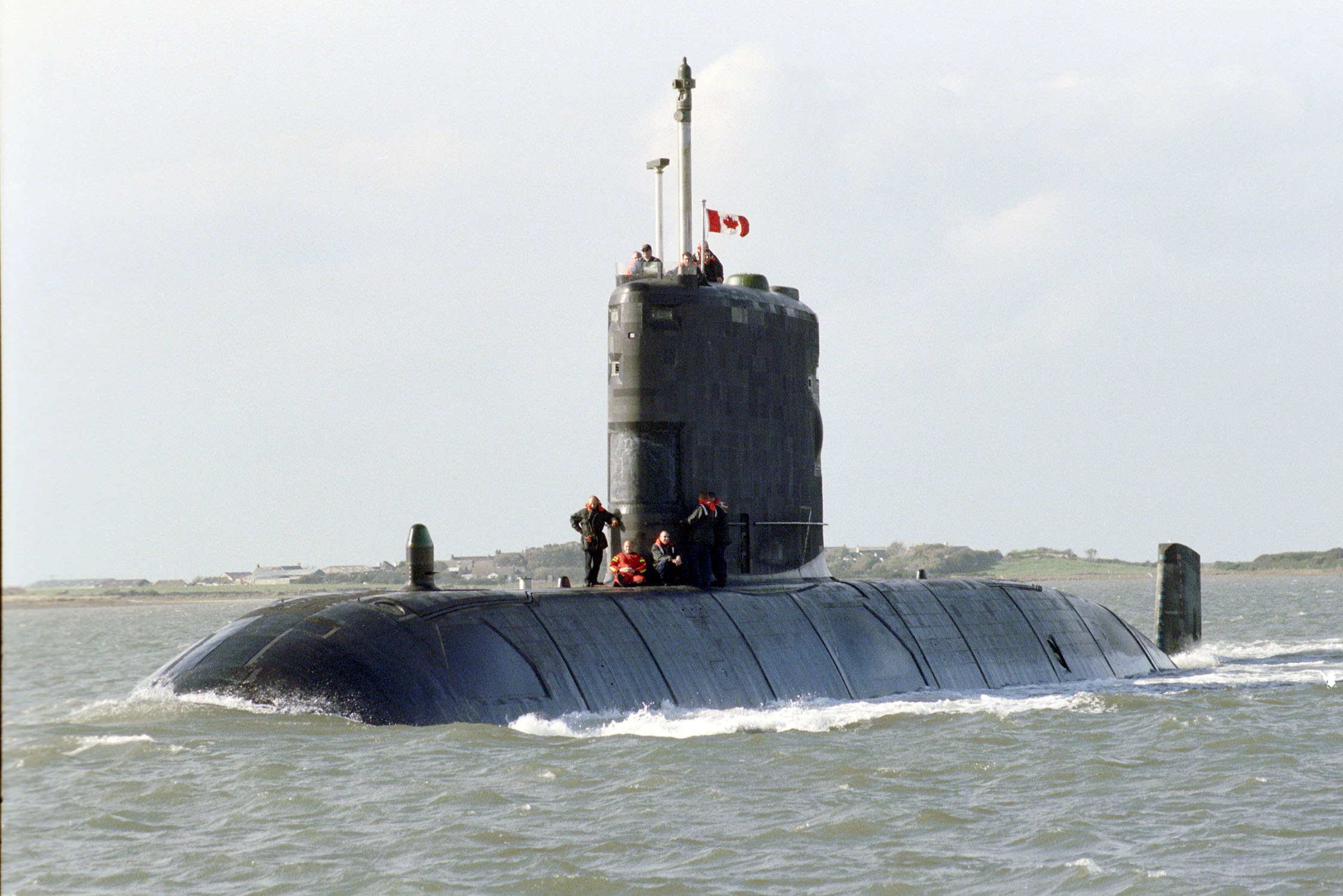
en, um submarino de ataque da Marinha Real Canadense.

Um submarino de ataque, também chamado de submarino caçador-assassino, é um tipo de submarino projetado para atacar e afundar outras embarcações, incluindo submarinos, navios de guerra e navios mercantes. Nas marinhas soviética e russa, esses submarinos eram e ainda são chamados de "submarinos polivalentes". Além disso, podem ser utilizados para proteger navios de guerra e submarinos aliados equipados com mísseis. Alguns submarinos de ataque também possuem armamento de mísseis de cruzeiro, permitindo que realizem missões contra alvos terrestres.
Os submarinos de ataque podem ter propulsão nuclear ou diesel-elétrica (convencional). No sistema de nomenclatura [en] da Marinha dos Estados Unidos e no equivalente da OTAN (STANAG 1166), os submarinos de ataque com propulsão nuclear são classificados como SSN [en], enquanto seus antecessores, os submarinos diesel-elétricos voltados para guerra antissubmarino (ASW), são designados como SSK [en]. Na Marinha dos EUA, os SSN são informalmente chamados de "ataques rápidos".

## História

### Origens
Durante a Segunda Guerra Mundial, os submarinos responsáveis por ataques ofensivos à superfície eram chamados de "submarinos de frota [en]" pela Marinha dos EUA e designados como "oceânicos", "de patrulha longa", "Tipo 1" ou "de 1ª classe" pelas marinhas da Europa continental.
Em 9 de fevereiro de 1945, o HMS Venturer afundou o U-864 [en] enquanto ambos estavam na profundidade do periscópio. Esse foi o primeiro e, até o momento, único caso registrado de um submarino submerso afundando intencionalmente outro submarino submerso. O U-864 [en] utilizava snorkel, o que gerava um nível significativo de ruído detectável pelos hidrofones do Venturer (um modelo primitivo de sonar passivo). O Venturer teve a oportunidade de rastrear a rota em zigue-zague do U-864 por mais de 45 minutos, observando o mastro do snorkel. O comandante do Venturer, James S. "Jimmy" Launders [en], presumiu que o submarino inimigo realizaria uma manobra de "profundidade de emergência" ao detectar os torpedos na água. Com base nessa hipótese, planejou o lançamento de quatro torpedos de forma estratégica. Um deles atingiu o U-864, resultando em seu naufrágio.

#### Início do tipo de submarino de ataque
Após a Segunda Guerra Mundial, submarinos alemães avançados, especialmente o Tipo XXI, ficaram disponíveis para os Aliados, em particular para a Marinha dos Estados Unidos e a Marinha Soviética. Inicialmente, acreditava-se que o submarino Tipo XVII [en], equipado com uma turbina a gás alimentada por peróxido de hidrogênio do sistema Walter, que permitia alta velocidade subaquática sustentada, estava mais desenvolvido do que realmente estava, sendo visto como a tecnologia submarina do futuro imediato. No entanto, o Tipo XXI, com design hidrodinâmico e uma bateria de alta capacidade para velocidades submersas elevadas, foi totalmente desenvolvido e serviu de base para a maioria dos projetos de submarinos não nucleares em todo o mundo durante a década de 1950.
Na Marinha dos Estados Unidos, o programa Greater Underwater Propulsion Power Program (GUPPY) foi criado para modernizar os submarinos da Segunda Guerra Mundial com base nas características do Tipo XXI. Em 1955, a Marinha dos Estados Unidos passou a usar o termo “submarino de ataque” para se referir às conversões do GUPPY e aos primeiros submarinos desenvolvidos no pós-guerra, como a classe Tang [en] e o Darter [en].

#### Início de um tipo separado de submarino caçador-assassino (SSK)
Percebeu-se que a União Soviética havia adquirido o submarino Tipo XXI e outros modelos avançados e que, em breve, poderia produzir suas próprias versões. Em 1948, a Marinha dos Estados Unidos elaborou estimativas sobre a quantidade de submarinos com capacidade de guerra antissubmarino (ASW) que seriam necessários para enfrentar os submarinos soviéticos avançados, cuja frota se esperava que estivesse em operação até 1960. Foram considerados dois cenários: um cenário moderado, assumindo que os soviéticos expandiriam sua frota atual de aproximadamente 360 submarinos, e um cenário mais extremo, projetando que poderiam construir submarinos na mesma velocidade que os alemães durante a guerra, alcançando uma força total de 2.000 embarcações. Para esses cenários, estimou-se que os Estados Unidos precisariam de 250 submarinos SSK [en] no primeiro caso e 970 no segundo. Além disso, seriam necessários submarinos adicionais para guerra anti-superfície (ou seja, de “ataque”), embarcações equipadas com mísseis guiados e submarinos piquetes de radar. Em comparação, ao final da Segunda Guerra Mundial, a frota total de submarinos dos Estados Unidos, desconsiderando embarcações de treinamento obsoletas, era de pouco mais de 200 unidades.
Enquanto os SSKs projetados especificamente para essa função estavam em desenvolvimento, também foi avaliada a possibilidade de converter submarinos da Segunda Guerra Mundial para essa finalidade. A classe Gato, considerada menos eficiente, foi escolhida para conversão, uma vez que alguns dos submarinos das classes Balao e Tench [en], mais aptos para mergulhos profundos, estavam sendo modernizados no programa GUPPY. Entre 1951 e 1953, sete submarinos da classe Gato foram convertidos em SSKs. Esses submarinos receberam o sonar BQR-4 montado na proa, o mesmo utilizado nos outros SSKs, e tiveram quatro dos seis tubos de torpedo dianteiros removidos para acomodar o sonar e seus sistemas eletrônicos. Os quatro tubos de torpedo na popa foram mantidos. Além disso, dois motores a diesel foram retirados, e a maquinaria auxiliar foi reposicionada e isolada para reduzir o nível de ruído do submarino.
A produção de submarinos soviéticos levou mais tempo do que o inicialmente previsto. Em 1952, apenas dez novas embarcações haviam sido incorporadas à frota. No entanto, a produção acelerou rapidamente, e, até o final de 1960, um total de 320 novos submarinos soviéticos haviam sido construídos, número bastante próximo da estimativa feita pela Marinha dos Estados Unidos em 1948. Desse total, 215 pertenciam à classe Projeto 613 [en] (conhecida pela OTAN como classe Whiskey), um modelo menor baseado no Tipo XXI. De maneira significativa, oito dos novos submarinos eram movidos a energia nuclear.

### Era nuclear

#### Fim dos caçadores-assassinos convencionais dos EUA (SSK)
O USS Nautilus, o primeiro submarino nuclear do mundo, tornou-se operacional em 1955. Três anos depois, a União Soviética lançou seu primeiro submarino nuclear, o Projeto 627 (classe November, segundo a designação da OTAN). Como os submarinos nucleares podiam manter alta velocidade a profundidades indefinidas, os SSKs convencionais tornaram-se ineficazes contra eles:
No outono de 1957, o Nautilus participou de exercícios militares nos quais foi alvo de 5.000 ataques simulados. De acordo com estimativas conservadoras, um submarino convencional teria sido "afundado" 300 vezes nessas condições, enquanto o Nautilus foi considerado "afundado" apenas três vezes. Além disso, submarinos nucleares, ao utilizarem sonares ativos, conseguiam manter contato com embarcações a diesel sem correr o risco de um contra-ataque significativo. Na prática, o Nautilus tornou obsoletos os avanços em guerra anti-submarino (ASW) desenvolvidos na década anterior.
Com a expansão da frota de submarinos nucleares entre 1957 e 1959, os SSKs da Marinha dos Estados Unidos foram desativados ou redesignados para outras funções. Ficou evidente que todos os submarinos nucleares precisariam assumir missões de guerra submarine.

#### Outras novas tecnologias
As pesquisas avançaram rapidamente para maximizar o potencial dos submarinos nucleares em missões de guerra anti-submarino (ASW) e outras operações. A Marinha dos Estados Unidos desenvolveu um casco com formato totalmente hidrodinâmico e testou novas tecnologias no submarino convencional USS Albacore [en], comissionado em 1953. Esse novo design foi adotado pela primeira vez nos três submarinos convencionais da classe Barbel [en] e nos seis submarinos nucleares da classe Skipjack [en], ambos entrando em serviço a partir de 1959. Após os testes, o Skipjack [en] foi declarado o “submarino mais rápido do mundo”, embora sua velocidade real tenha sido mantida em sigilo.
Estudos sobre sonares indicaram que uma esfera de sonar tridimensional, montada na proa de um submarino com design hidrodinâmico, melhoraria o desempenho na detecção de alvos. Essa recomendação foi feita no âmbito do Projeto Nobska [en], um estudo conduzido em 1956 a pedido do Chefe de Operações Navais, almirante Arleigh Burke. O submarino Tullibee [en], em 1960, e a classe Thresher [en], a partir de 1961, foram os primeiros a incorporar uma esfera de sonar montada na proa. Para acomodá-la, os tubos de torpedo foram posicionados na parte central do submarino, inclinados para fora.

#### Falha no desenvolvimento de um caça-assassino nuclear dos EUA (SSKN)
O Tullibee era um tipo de SSK com propulsão nuclear, tecnologicamente avançado, intencionalmente mais lento, mas extremamente silencioso, utilizando propulsão turbo-elétrica. Seu custo, inesperadamente elevado em comparação com o Thresher, demonstrou que era inviável construir um SSK nuclear de baixo custo. Diversas características do reator nuclear, como a proteção contra radiação, não podiam ser reduzidas além de um certo ponto. Esse fator, aliado ao seu desempenho inferior, foi considerado economicamente inviável, e o modelo não foi repetido. A Marinha dos EUA decidiu, então, combinar o papel de caçador-assassino com o de submarino de ataque, tornando os termos intercambiáveis. O Thresher era mais rápido, tinha maior profundidade de mergulho, transportava o dobro de torpedos, incluía melhorias no silenciamento e entrou em serviço apenas nove meses depois.
A perda do Thresher em abril de 1963 levou a uma grande revisão dos submarinos americanos subsequentes, conhecida como o programa SUBSAFE [en]. No entanto, o design geral e o conceito do Thresher foram mantidos em todos os submarinos de ataque subsequentes da Marinha dos EUA.

#### Desenvolvimentos posteriores
A Grã-Bretanha encomendou seu primeiro submarino de ataque nuclear, o HMS Dreadnought, em 1963, com um reator S5W dos EUA. Simultaneamente à construção do Dreadnought, foram feitas tentativas para transferir a tecnologia de reatores dos EUA para o Canadá e os Países Baixos. O almirante Hyman G. Rickover considerava a tecnologia óbvia, mas uma visita ao quebra-gelo nuclear soviético Lenin o "chocou" e o convenceu a cancelar as transferências para preservar os segredos.
Os primeiros submarinos de ataque soviéticos totalmente aerodinâmicos foram os da classe Yorsh do Projeto 671 [en](classe Victor I, segundo a OTAN), que entraram em serviço em 1967.
A China colocou em serviço seu primeiro submarino de ataque nuclear, o Changzheng 1 [en] (classe Han da OTAN), em 1974, e a França fez o mesmo com o seu submarino da classe Rubis [en] em 1983.
A única vez na história em que um submarino de ataque nuclear atacou e afundou um navio de guerra inimigo ocorreu durante a Guerra das Malvinas. Em 2 de maio de 1982, o submarino nuclear britânico HMS Conqueror torpedeou e afundou o cruzador leve argentino ARA General Belgrano.
Os Estados Unidos encomendaram os primeiros submarinos nucleares das classes Seawolf e Virginia em 1997 e 2004, respectivamente.
A partir de 2021, o Brasil estava com um submarino de ataque nuclear em construção, a Índia finalizou o projeto preliminar de um submarino de ataque nuclear [en], e a Austrália iniciou um programa de submarinos de ataque nuclear sob o pacto de segurança AUKUS, com a assistência do Reino Unido e dos EUA.

### Submarinos convencionais modernos
Os submarinos de ataque convencionais permaneceram relevantes ao longo da era nuclear, com exemplos notáveis como a classe Oberon, do Reino Unido, e as classes Romeo, Foxtrot, Tango e Kilo, da União Soviética, que operaram durante a Guerra Fria. Com o avanço da tecnologia de propulsão independente do ar (AIP), esses submarinos tornaram-se cada vez mais eficientes. Exemplos incluem as classes Type 212, Scorpène e Gotland. A Marinha dos Estados Unidos alugou o submarino sueco HSwMS Gotland para atuar como força oponente em exercícios de guerra anti-submarino (ASW). Em 2005, durante um treinamento, o Gotland ganhou destaque ao "afundar" o porta-aviões americano USS Ronald Reagan em um exercício simulado.

## Operadores atuais
- Marinha Nacional da Argélia opera seis submarinos classe Kilo [en];[33][34]
- Armada Argentina opera um submarino Classe Type 209 como treinador no píer; um submarino da classe TR-1700 [en] permanece no inventário, mas está inativo;[35]
- Marinha Real Australiana opera seis submarinos da classe Collins [en];[36]
- Marinha de Bangladesh opera dois classe Type 035G [en];[37]
- Marinha do Brasil opera cinco submarinos classe Type 209, e dois submarinos da classe Riachuelo;[38]
- Marinha Real Canadense opera quatro classe victoria [en];[39]
- Armada do Chile opera dois classe Type 209 e dois classe Scorpène;[40]
- Marinha do Exército Popular de Libertação opera seis classe Type 094, seis classe Type 093 [en], três classe Han, 20 classe Type 039A. 13 classe Type 039 [en], 10 classe Kilo [en], 14 classe Ming [en] e um classe Qing [en];[41]
- Marinha da República da China opera dois classe Zwaardvis [en], dois classe Tench [en] e um classe Balao;[42]
- Armada Nacional da Colômbia opera quatro submarinos classe Type 209 e dois Type 206 [en];[43]
- Marinha do Equador opera dois submarinos classe Type 209;[44]
- Forças Navais do Egito opera quatro classe Type 209 e quatro Type 033 [en];[45]
- Marinha Nacional Francesa opera três classe Barracuda, quatro classe Triomphant e um classe Rubis [en];[46]
- Marinha Alemã opera seis Type 212A [en];[47]
- Marinha Helênica opera seis classe Type 209 e quatro classe 214;[48]
- Marinha Indiana opera dois classe Arihant [en], seis classe Kalvari [en], sete classe Sindhughosh [en], e quatro classe Shishumar [en];[49]
- Marinha da Indonésia opera três classe Nagapasa [en] e um classe Cakra [en];[50]
- Marinha do Irã opera três classe Kilo [en], um classe Fateh [en], vinte classe Ghadir [en] e um classe Nahang [en];[51]
- Marinha de Israel opera seis classe Dolphin [en];[52]
- Marinha Militar Italiana opera quatro Type 212A [en] e classe Sauro;[53]
- Força Marítima de Autodefesa do Japão opera três Classe Taigei, doze Classe Sōryū e nove classe Uzushio [en];[54]
- Marinha Popular da Coreia opera dois classe Sinpo [en], dez classe Sang-O [en], nove classe Yono [en] e seis classe Romeo [en];[55]
- Marinha da Coreia do Sul opera três classe Dosan Ahn Changho, nove classe 214 e nove classe Jang Bogo [en];[56]
- Marinha Real da Malásia opera dois classe Scorpène;[57]
- Marinha de Myanmar opera um classe Kilo [en], um Type 035B [en] e um Minissubmarino;[carece de fontes?]
- Marinha Real Neerlandesa opera três classe Walrus [en];[58]
- Defesa Marítima Norueguesa opera seis classe Ula [en];[59]
- Marinha do Paquistão opera cinco classe Agosta [en] e três classe Cosmos [en];[60]
- Marinha de Guerra do Peru opera quatro classe Type 209;[61][62]
- Marinha da Polônia opera um classe Kilo [en];[63]
- Marinha Portuguesa opera dois classe Tridente;[64]
- Marinha da Rússia opera um classe Typhoon [en], um classe Delta III [en], seis classe Delta IV [en], quatro Classe Borei, oito classe Oscar [en], dois classe Yassen, dois classe Sierra [en], dois classe Victor [en], dez Classe Akula, 21 classe Kilo [en] e um classe Lada [en];[65]
- Marinha da República de Singapura opera dois classe Invincible [en], dois classe Archer [en] e dois classe Challenger [en];[66]
- Marinha da África do Sul opera três classe Heroine [en];[67]
- Armada Espanhola opera dois classe Agosta [en];[68]
- Marinha Sueca opera quatro classe Gotland [en];[69]
- Forças Navais Turcas opera quatro classe Batiray, oito classe Type 209 e um classe Reis [en];[70]
- Marinha Real Britânica opera quatro Classe Vanguard e cinco classe Astute;[71]
- USA Marinha dos Estados Unidos opera 23 classe Virginia (submarinos), 24 Classe Los Angeles, 18 Classe Ohio e 3 Classe Seawolf;[72]
- Armada Bolivariana da Venezuela opera um classe Type 209;[73]
- Vietnamese People's Navy opera nove classe Kilo [en].[74]